# FK Lwiw
Der FK Lwiw (ukr. ФК «Львів»; UEFA-Transkription FC Lviv) ist ein ukrainischer Fußballverein aus der galizischen Stadt Lwiw (deutsch Lemberg).

## FK Lwiw (1992–2001)
Von 1992 bis 2001 existierte schon einmal ein Fußballverein gleichen Namens. Dieser wurde Amateurmeister in Lwiw und Meister der Region Oblast Lwiw. 1993 stieg er in die dritte ukrainische Liga auf, später sogar in die zweite. 2001 wurde die Mannschaft durch FK Karpaty Lwiw übernommen und fungierte seitdem unter der Bezeichnung FK Karpaty Lwiw II als dessen Reserveteam.  Bis 2008 hielt FK Lwiw den Rekord als einzige Mannschaft außerhalb der ersten ukrainischen Liga zwei Mal das ukrainische Pokalviertelfinale erreicht zu haben.

## FK Lwiw (2006 bis heute)
Der 2006 gegründete Klub steht in keiner Beziehung zum FK Lwiw, der von 1992 bis 2001 spielte. Dieser ersetzte in der Perscha Liha den bankrottgegangenen FK Skala Stryj. In der Debütsaison erreichte man einen 11. Tabellenplatz. Zur nächsten Saison zog man in die neugebaute Knjascha Arena (heute: Lafort Arena) in Dobromyl um, die nach dem Hauptsponsor des FK Lwiw benannt wurde. In der Saison 2007/08 stieg man als Tabellenzweiter in die erste ukrainische Liga, die Premjer-Liha, auf. Nach nur einer Saison stieg FK Lwiw auch schon wieder ab. Die Saison 2011/12 beendete der Verein in der Perscha Liha nur auf dem vorletzten Platz und stieg somit in die drittklassige Druha Liha ab. Nachdem der Verein 2018 mit Weres Riwne fusioniert hatte, übernahm er dessen Lizenz für die Premjer-Liha und spielt seitdem wieder erstklassig. Heute trägt der FK seine Partien auch im Stadion Ukrajina aus.